# إذاعة برج بوعريريج
إذاعة برج بوعريريج هي إذاعة محلية بولاية برج بوعريريج الجزائرية تبث برامجها باللغة العربية على موجة أف أم 96.20. انطلق بثها في 23 أفريل 2008.

## وصلات خارجية
- قائمة الإذاعات المحلية بالجزائر
- الموقع الرسمي لإذاعة برج بوعريريج
- شبكة الإذاعات الجهوية

قالب:إذاعات جزائرية